# Jenson Button
Jenson Alexander Lyons Button (ur. 19 stycznia 1980 we Frome) – brytyjski kierowca wyścigowy, mistrz świata Formuły 1 z sezonu 2009. Wicemistrz świata Formuły 1 z sezonu 2011. Obecnie starszy doradca w zespole Williams F1. Odznaczony Orderem Imperium Brytyjskiego V klasy (MBE).

## Życiorys

### Początki kariery
Jenson Button rozpoczął karierę w kartingu w wieku ośmiu lat. Wygrał mistrzostwa Wielkiej Brytanii w 1990 i 1991 roku, wywalczył wicemistrzostwo świata w 1995 roku. Dwa lata później, w wieku 17 lat, został najmłodszym zwycięzcą kartingowych mistrzostw Europy w klasie Super A. W roku 1998 zdobył mistrzostwo w brytyjskiej Formule Ford, oraz nagrodę McLaren-Autosport Young Driver of the Year. Następnie awansował do Formuły 3, gdzie odniósł trzy zwycięstwa i finiszował na trzeciej pozycji, w stawce pełnej dużo bardziej doświadczonych kierowców.

### Formuła 1

#### 2000: Williams
Pod koniec 1999 testował z McLarenem (jako część zdobytej wcześniej nagrody) i z Prostem, jednak kontrakt na nadchodzący sezon podpisał z zespołem Williams, pokonując w bezpośredniej rywalizacji o fotel Bruno Junqueirę.
Już w swoim drugim wyścigu, na brazylijskim torze Interlagos, finiszując na szóstym miejscu zdobył punkty, stając się najmłodszym w historii kierowcą, któremu udało się tego dokonać. Później na torze Silverstone poprawił swoje osiągnięcie. W tym sezonie punktował sześciokrotnie, a najlepszy wynik tego sezonu to 4. miejsce podczas Grand Prix Niemiec 2000. Ostatecznie zakończył sezon z dwunastoma punktami, na ósmym miejscu w klasyfikacji kierowców.

#### 2001–2002: Benetton i Renault

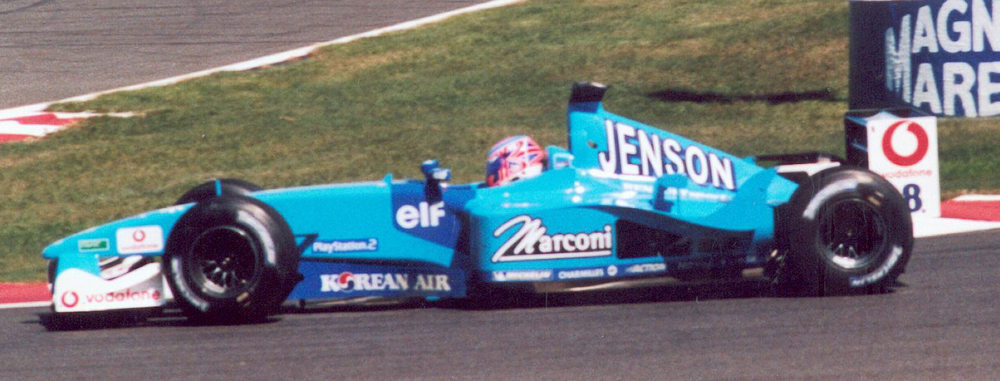
Jenson Button w bolidzie Benetton B201 (2001)

Button kolejne dwa sezony spędził w zespołach Benetton i Renault.
W pierwszym sezonie był ograniczony przez słaby samochód i punktował tylko raz (5. miejsce podczas Grand Prix Niemiec), w rezultacie czego z dorobkiem 2 punktów zajął 17. miejsce w końcowej klasyfikacji. Po sezonie Renault przejął zespół Benetton i przekształcił go w zespół fabryczny.
W sezonie 2002 zaś zdobywał punkty w siedmiu wyścigach, dzięki czemu z dorobkiem 14 punktów udało mu się zająć 7 pozycję w końcowej klasyfikacji.

#### 2003–2005: British American Racing

##### 2003
Od 2003 roku ścigał się w barwach zespołu BAR, zakupionego później przez Hondę. W pierwszym sezonie regularnie pokonywał partnera z zespołu, byłego mistrza świata, Jacques’a Villeneuve’a.

##### 2004
W kolejnym roku zdobył pierwsze w karierze pole position podczas wyścigu o Grand Prix San Marino na torze Imola. Pomimo dziesięciu wizyt na podium nie osiągnął żadnego zwycięstwa. Zakończył sezon na trzecim miejscu, za będącymi w znakomitej formie kierowcami Ferrari. Jego zespół dzięki dobrej postawie Brytyjczyka zdołał wywalczyć niespodziewanie tytuł wicemistrzowski w klasyfikacji konstruktorów po walce z zespołem Renault.

##### 2005

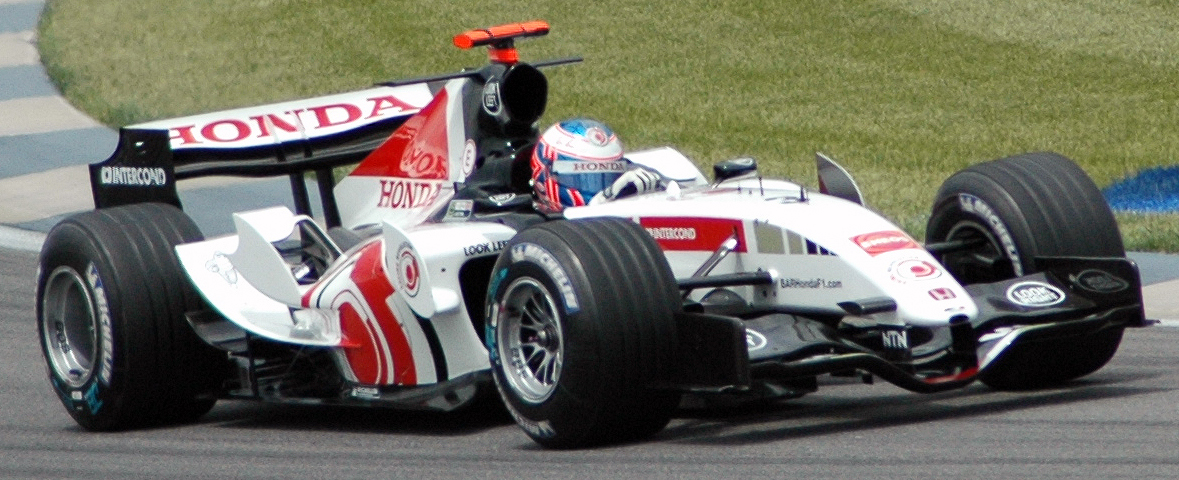
Jenson Button podczas Grand Prix Stanów Zjednoczonych (2005)

5 sierpnia 2004 zespół Williams ogłosił podpisanie kontraktu z Brytyjczykiem na sezon 2005. W ciągu następnego roku trwały spory o zatrudnienie Buttona pomiędzy zespołami Williams i Honda, zmieniało się także podejście samego kierowcy. Udało się osiągnąć porozumienie i po wpłaceniu rekompensaty Button pozostał w Hondzie zarówno na nieudany sezon 2005 (9 pozycja w mistrzostwach), jak i na kolejne.

#### 2006–2008: Honda
Swoje pierwsze zwycięstwo w Formule 1 odniósł w deszczowych warunkach podczas Grand Prix Węgier w 2006 roku (był to jego 113. start w wyścigu F1). Pomimo dobrej końcówki sezonu udało mu się zająć jedynie szóste miejsce w klasyfikacji generalnej. W sezonach 2007 i 2008 nadal reprezentował barwy zespołu Honda. W klasyfikacji końcowej zajął odpowiednio 15. i 18. miejsce w końcowej klasyfikacji, z dorobkiem odpowiednio sześciu i trzech punktów.

#### 2009: Brawn

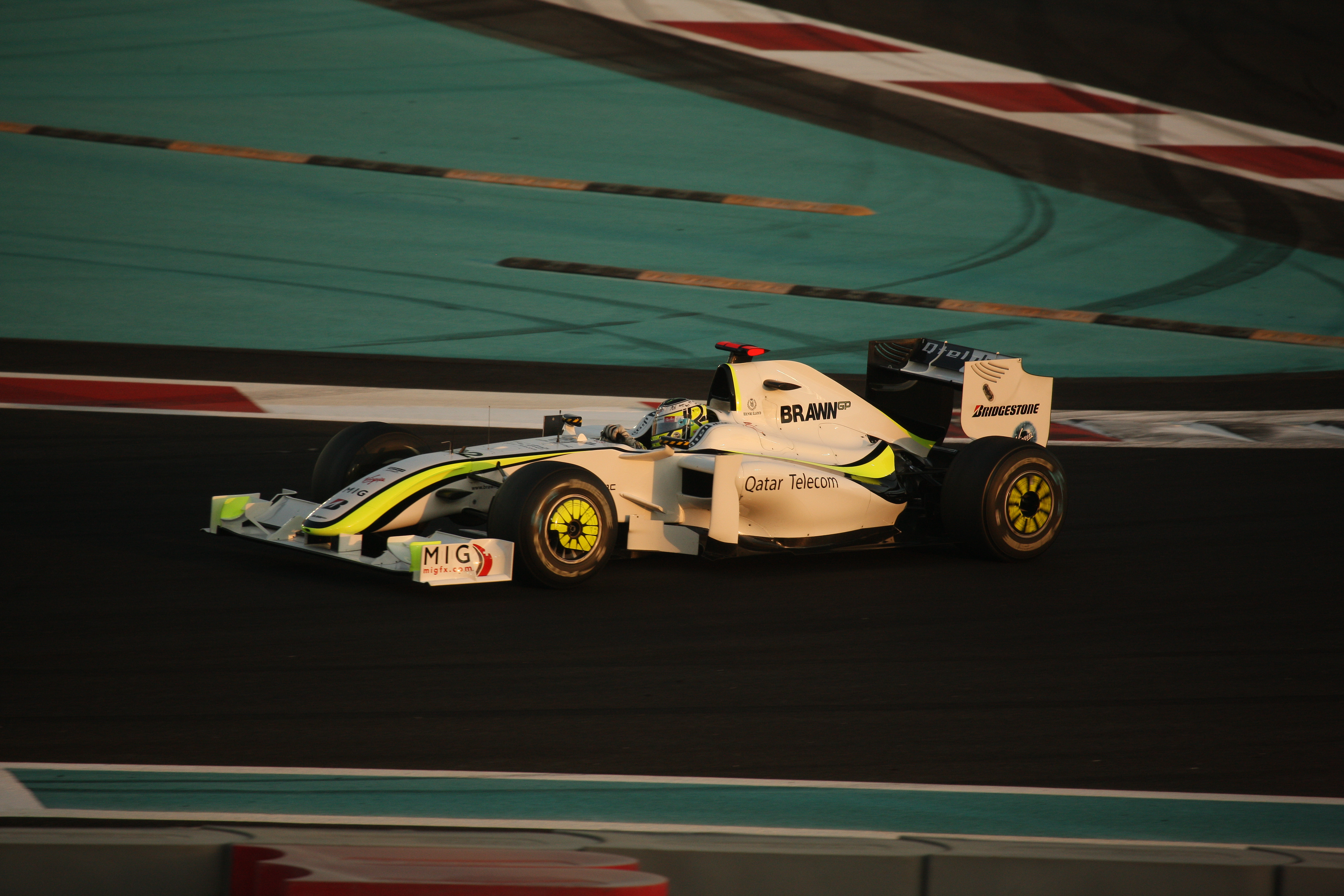
Jenson Button podczas Grand Prix Abu Zabi (2009)

Na sezon 2009 ponownie został zakontraktowany, jako etatowy kierowca. Japoński team z powodu kłopotów finansowych musiał ze skutkiem natychmiastowym wycofać się z F1. Czarny scenariusz na jego szczęście się nie sprawdził i Brytyjczyk kontynuował współpracę w starym-nowym zespole Brawn GP, powstałym na bazie Hondy.
Podczas pierwszego wyścigu sezonu 2009, Button wygrał GP Australii. Drugi był jego kolega Rubens Barrichello. Wygrał również w kolejnym, deszczowym wyścigu w GP Malezji, jednak ze względu na to, że kierowcy nie przejechali 75% zaplanowanego dystansu, zdobył tylko połowę punktów (w tym wypadku pięć oczek). W trzecim wyścigu sezonu zajął trzecie miejsce, co było spowodowane wyraźnie słabszą formy bolidu BGP 001 w mokrych warunkach w stosunku do bezkonkurencyjnego RB5 Red Bulla, który dowiozło dublet. W Grand Prix Bahrajnu po miernych kwalifikacjach sądzono, że tym razem Brytyjczyk nie ma szans na zwycięstwo. Ostatecznie jednak dzięki świetnej formie wyścigowej oraz błędom strategicznym zespołu Toyota, Button odniósł trzecie zwycięstwo w sezonie. W piątym wyścigu w kalendarzu na torze w Barcelonie, Button odniósł kolejne, czwarte zwycięstwo w sezonie, kończąc wyścig przed resztą stawki z dużą przewagą czasową. BGP001 na torze w Monako również okazał się świetny, przynosząc piąte zwycięstwo brytyjskiemu kierowcy i zespołowi Brawn. 7 czerwca 2009 roku na torze w Stambule (Turcja) Button po raz kolejny odniósł zwycięstwo. Było to jednak ostatnie zwycięstwo Brytyjczyka w tym roku.
Druga część sezonu, w porównaniu do pierwszej, dominującej w jego wykonaniu, nie była jednak tak dobra, czego dowodem było zaledwie dwukrotne stanięcie na podium, podczas Grand Prix Włoch (2 msc) oraz kończącym cykl Grand Prix Abu Zabi (3 msc). Szereg czterech triumfów został przerwany na rodzimym Grand Prix Wielkiej Brytanii, gdzie w wyniku nie najlepszych warunków atmosferycznych, Button nie był w stanie walczyć już o kolejne, piąte z rzędu zwycięstwo (pojazd Brawna szczególnie w tych warunkach nie spisywał się najlepiej). Było to spowodowane wyraźną obniżką formy bolidu, który z powodu mniejszego budżetu brytyjskiego zespołu oraz prześcignięcia ich przez konkurencję, nie pozwolił Brytyjczykowi w kontynuowaniu świetnej passy. Dodatkowo w wyniku kilku błędnych poprawek, w celu zwiększenia konkurencyjności, zwłaszcza w chłodnych warunkach, nie pasował już tak dobrze do stylu jazdy Buttona, jak wcześniej, natomiast bardziej wpasował się w niego jego partner, Rubens Barrichello (Anglik preferował bardziej łagodny styl jazdy, aniżeli jego brazylijski zespołowy kolega). Na szczęście punkty zebrane w końcówce sezonu wystarczyły, by Brytyjczyk 18 października 2009 roku podczas GP Brazylii na torze Interlagos zapewnił sobie pierwszy tytuł mistrza świata.

#### Od 2010: McLaren

##### 2010

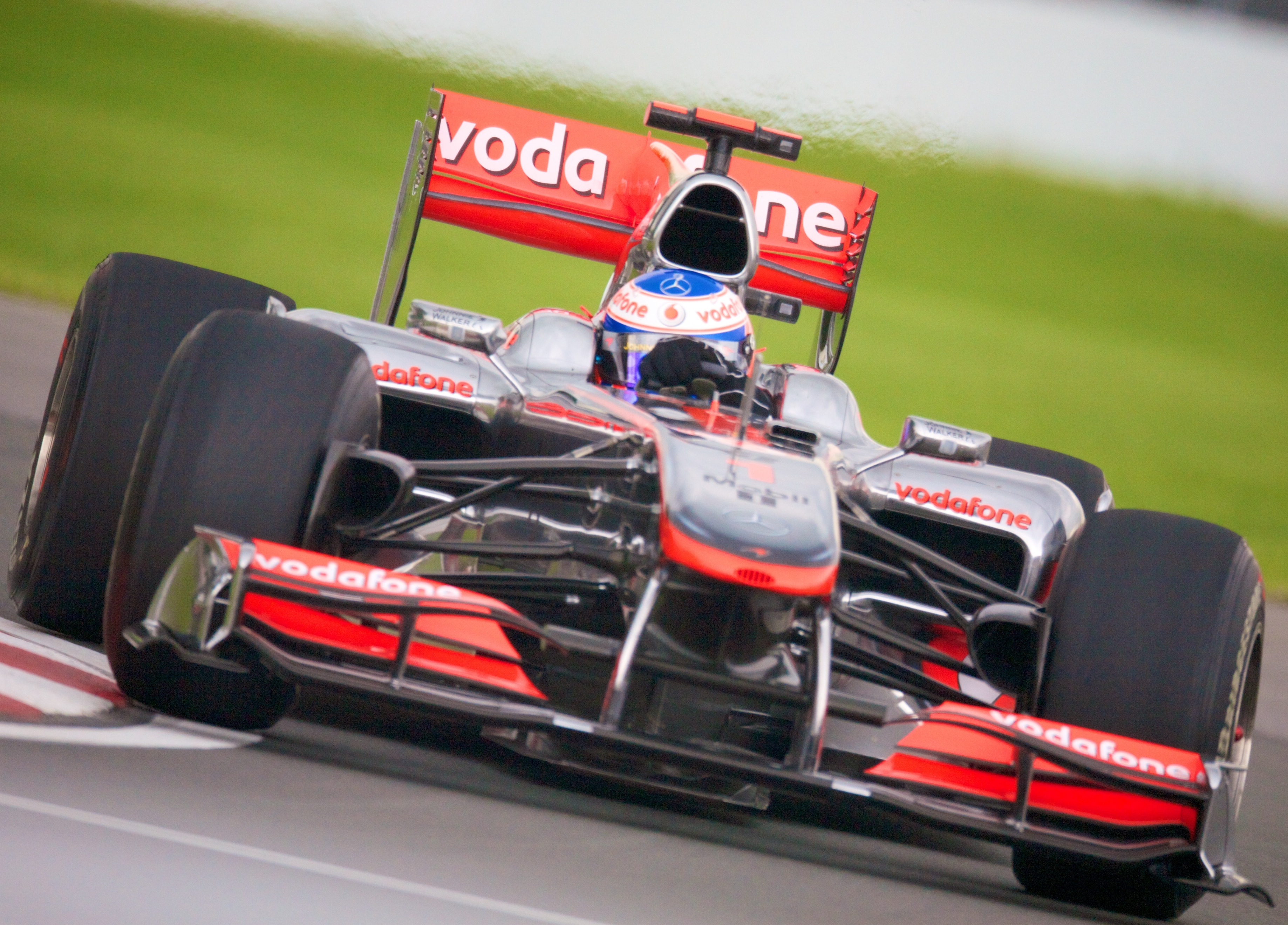
Jenson Button podczas Grand Prix Kanady (2010)

Brytyjczyk prowadził negocjacje z zespołem Brawn, jednak w wyniku konfliktu z szefostwem (w kwestii finansowej) oraz szukaniu nowego wyzwania, Button podpisał trzyletni kontrakt z zespołem McLaren, gdzie partnerował mistrzowi Formuły 1 z sezonu 2008, Lewisowi Hamiltonowi.
Sezon 2010 rozpoczął od mocnego uderzenia. Spośród pięciu pierwszych wyścigów tego sezonu wygrał dwa (Grand Prix Australii oraz Grand Prix Chin) i w klasyfikacji generalnej zajmował pierwsze miejsce. Kolejnego wyścigu w tym sezonie (Grand Prix Monako) nie udało mu się ukończyć – zakończył go już na drugim okrążeniu z powodu problemów z silnikiem. Wtedy też spadł w klasyfikacji kierowców na 4. miejsce. Kolejne wyścigi przyniosły Buttonowi kolejne wizyty na podium: Grand Prix Turcji – 2. miejsce, Grand Prix Kanady – 2. miejsce, oraz Grand Prix Europy – 3. miejsce. Te wyniki przyniosły mu awans w klasyfikacji generalnej o dwie pozycje, na 2. miejsce, gdzie musiał uznać wyższość swojego kolegi z teamu, Lewisa Hamiltona. Grand Prix Wielkiej Brytanii rozpoczął z 14 pozycji startowej, jednak dzięki dynamicznej jeździe ukończył wyścig na 4. miejscu. Dwa tygodnie później wyścig o Grand Prix Niemiec ukończył na 5. miejscu. Ostatni wyścig pierwszej części sezonu, wyścig o Grand Prix Węgier zakończył na 8. miejscu, a w generalnej klasyfikacji kierowców spadł na 4 pozycję.
Druga część sezonu rozpoczęła się dla Buttona pechowo. W pierwszym wyścigu po czterotygodniowej przerwie musiał wycofać się z walki o Grand Prix Belgii na 15 okrążeniu, kiedy to Sebastian Vettel wjechał w bok bolidu Jensona Buttona wyrywając w bolidzie McLarena chłodnicę i mocno uszkadzając jego układ napędowy. Za to niepowodzenie zrehabilitował się dwa tygodnie później, kiedy to podczas Grand Prix Włoch zajął 2. miejsce, zdobywając tym samym 30 podium w karierze. Do wyścigu o Grand Prix Singapuru przystąpił z wywalczonej poprzedniego dnia w kwalifikacjach 4 pozycji, i na tej samej pozycji przekroczył metę.

##### 2011

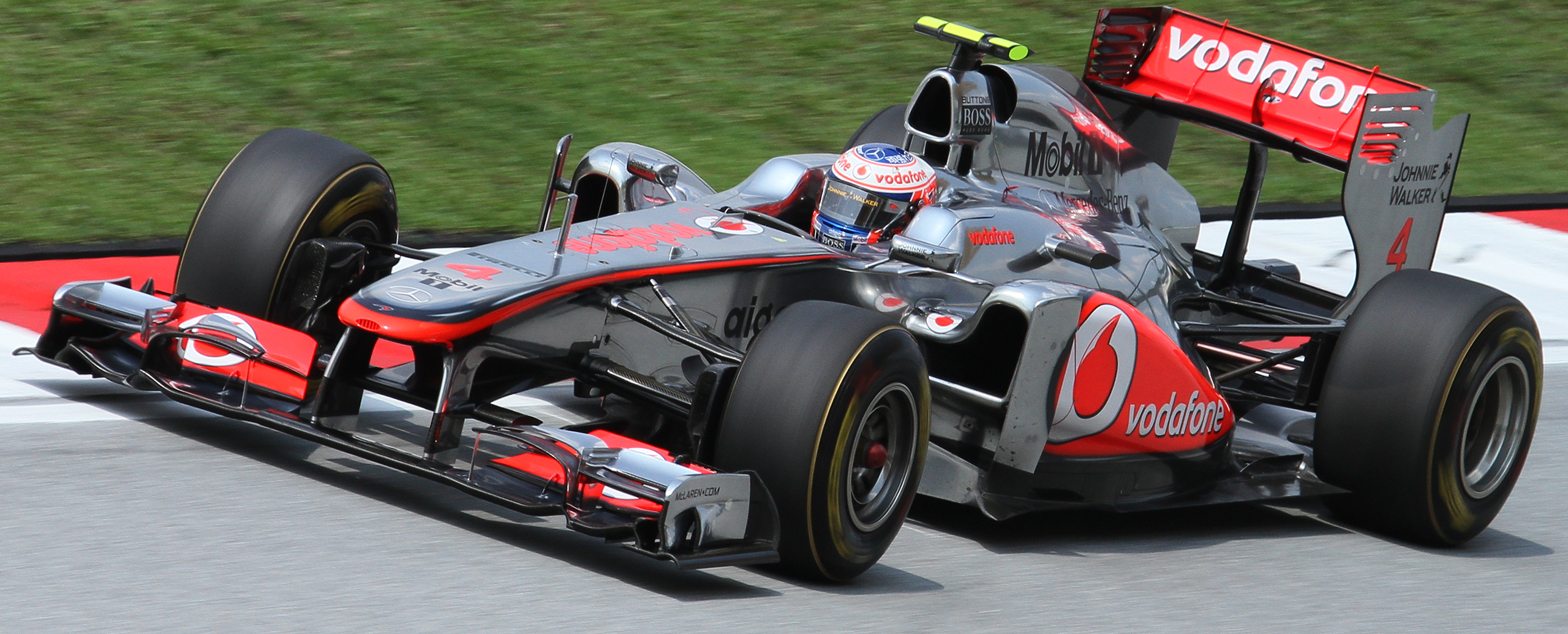
Jenson Button podczas Grand Prix Malezji w bolidzie McLaren MP4-26 (2011)

W kolejnym sezonie w barwach McLarena zaliczył jeden ze swoich najlepszych sezonów w karierze. Po pierwszej części sezonu Jenson zajmował dopiero 5 pozycję w klasyfikacji generalnej. Podczas GP Kanady Jenson Button odniósł swoje najlepsze zwycięstwo w karierze. Był to także jeden z najbardziej spektakularnych wyścigów w historii F1. Button pomimo tego, że w połowie wyścigu zajmował ostatnią pozycję, zdołał przebić się do czołówki stawki i awansować na pozycję lidera, w połowie ostatniego okrążenia. Kolejne trzy wyścigi nie były tak udane. Jednak podczas jego 200 Grand Prix, które miało miejsce na Węgrzech, nastąpił przełom. Od tej pory Button meldował się na podium do końca sezonu, wyjątkiem było GP Korei (4 pozycja). Dzięki tak dobrej jeździe, Button zdobył wicemistrzostwo świata i zdecydowanie pokonał zespołowego partnera, stając się kierowcą nr 1 w McLarenie. Pod koniec sezonu podpisał wieloletni kontrakt z ekipą z Woking.

##### 2012
W sezonie 2012 wygrał Grand Prix Australii. W Grand Prix Chin zajął drugą lokatę. Dalsza część sezonu to pasmo samych niepowodzeń. W sześciu wyścigach, Brytyjczyk zdobywa zaledwie 7 punktów. Renesans formy nadszedł dopiero podczas Grand Prix Niemiec, kiedy to zdobył pierwsze podium, od czasu wyścigu w Szanghaju. W Belgii Button zdobył swoje pierwsze pole position dla McLarena, a następnego dnia wygrał swój drugi wyścig w sezonie. Realne szanse na mistrzowski tytuł przepadły podczas wyścigu na Monzy, kiedy to odpadł z powodu awarii pompy paliwa. Udało mu się jeszcze wygrać na zakończenie sezonu w Brazylii.

##### 2013

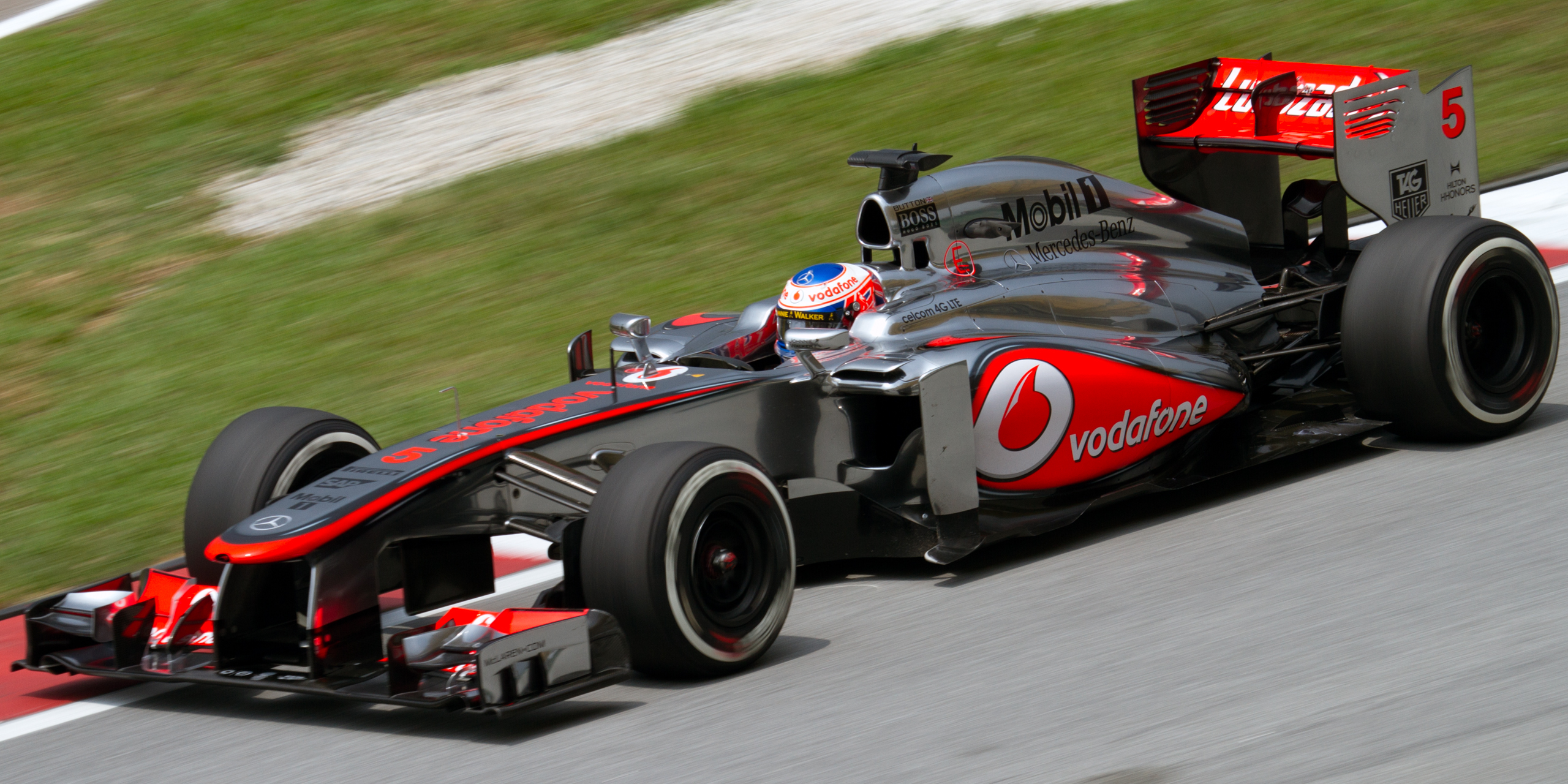
Jenson Button podczas Grand Prix Malezji w bolidzie McLaren MP4-28 (2013)

W sezonie 2013 zespół McLaren oraz Button spisywali się nadspodziewanie słabo. Mimo to Brytyjczyk tylko pięciokrotnie nie zdobywał punktów, a w ostatnim wyścigu sezonu – w Grand Prix Brazylii otarł się o podium kończąc wyścig na czwartej pozycji. Na uwagę zasługuje również to, że w każdym wyścigu Brytyjczyk osiągał linię mety. Ostatecznie uzbierane 73 punkty dały mu dziewiąte miejsce w końcowej klasyfikacji kierowców.

##### 2014
Sezon 2014 kierowcy McLarena rozpoczęli dwoma miejscami na podium. W wyścigu o Grand Prix Australii Button był trzeci. Niespodziewanie przegrał jednak z partnerem zespołowym, debiutującym w Formule 1 Kevinem Magnussenem. Był to jednak jedyny taki wyścig, we wszystkich kolejnych Brytyjczyk był lepszy od Duńczyka. Mimo poprawy formy bolidu względem zeszłego sezonu, Button nie był w stanie osiągać miejsc na podium. Czterokrotnie plasował się tuż za nim – w Kanadzie, Wielkiej Brytanii, Rosji i Brazylii. W klasyfikacji generalnej zdobył łącznie 126 punktów i został sklasyfikowany na ósmej pozycji.

##### 2016
3 września 2016 roku ogłosił przerwę w startach w Formule 1 po sezonie 2016. Jego miejsce zajął Stoffel Vandoorne, a Button podpisał dwuletni kontrakt na stanowisko ambasadora McLarena w sezonie 2017 z opcją powrotu do ścigania w sezonie 2018.

##### 2017
W sezonie 2017 pełnił rolę kierowcy rezerwowego w zespole McLaren. 12 kwietnia zespół potwierdził, że podczas Grand Prix Monako Brytyjczyk zastąpi Fernando Alonso, który wystartuje w wyścigu Indy 500. W Monako Button zakwalifikował się na 9 pozycji, ale ze względu na wymianę podzespołów jednostki napędowej wystartował z alei serwisowej. Na 60. okrążeniu wyścigu, Button brał udział w kolizji z Pascalem Wehrleinem próbując wyprzedzić Niemca w zakręcie Portier, czego skutkiem było uszkodzenie zawieszenia i konieczność wycofania się z wyścigu.

##### 2021
22 stycznia 2021 zespół Williams F1 ogłosił zakontraktowanie byłego kierowcy na posadę starszego doradcy drużyny.

## Wyniki

### Formuła 1
| Legenda oznaczeń w tabelach wyników Wyświetl szablon na nowej stronie | Legenda oznaczeń w tabelach wyników Wyświetl szablon na nowej stronie                                                                     |
| Oznaczenie                                                            | Wyjaśnienie |
| --------------------------------------------------------------------- | --- |
| Złoty                                                                 | Zwycięzca lub mistrzostwo |
| Srebrny                                                               | 2. miejsce lub wicemistrzostwo |
| Brązowy                                                               | 3. miejsce lub II wicemistrzostwo |
| Zielony                                                               | Ukończył, punktował (w klasyfikacji generalnej, gdy zdobył co najmniej jeden punkt na przestrzeni sezonu, poza trzema powyższymi opcjami) |
| Niebieski                                                             | Ukończył, nie punktował (w klasyfikacji generalnej, gdy nie zdobył co najmniej jednego punktu na przestrzeni sezonu)                      |
| Czerwony                                                              | Nie zakwalifikował się (NZ) |
| Czerwony                                                              | Nie prekwalifikował się (NPK) |
| Różowy                                                                | Nie ukończył (NU) |
| Różowy                                                                | Niesklasyfikowany (NS) (w klasyfikacji generalnej, gdy nie został sklasyfikowany w żadnym wyścigu sezonu)                                 |
| Czarny                                                                | Zdyskwalifikowany (DK) |
| Czarny                                                                | Wykluczony (WYK/EX) |
| Biały                                                                 | Nie wystartował (NW) |
| Biały                                                                 | Kontuzjowany (K/INJ) |
| Biały                                                                 | Wyścig odwołany (OD/C) |
| Bez koloru                                                            | Został wycofany (WYC/WD) |
| Bez koloru                                                            | Nie przybył (NP/DNA) |
| Bez koloru                                                            | Nie brał udziału w treningach (NT/DNP) |
| Bez koloru                                                            | Nie został zgłoszony (–) |
| Pogrubienie                                                           | Start z pole position |
| Kursywa                                                               | Najszybsze okrążenie wyścigu |
| †                                                                     | Nie ukończył, ale jego rezultat został zaliczony ze względu na przejechanie więcej niż 90% dystansu wyścigu.                              |
| *                                                                     | Sezon w trakcie |
| 1/2/3                                                                 | Punktowana pozycja w sprincie kwalifikacyjnym                                                                                             |
| Lista systemów punktacji Formuły 1                                    | |

| Sezon | Zespół                            | Samochód                     | Pozycje startowe / w wyścigach | Pozycje startowe / w wyścigach | Pozycje startowe / w wyścigach | Pozycje startowe / w wyścigach | Pozycje startowe / w wyścigach | Pozycje startowe / w wyścigach | Pozycje startowe / w wyścigach | Pozycje startowe / w wyścigach | Pozycje startowe / w wyścigach | Pozycje startowe / w wyścigach | Pozycje startowe / w wyścigach | Pozycje startowe / w wyścigach | Pozycje startowe / w wyścigach | Pozycje startowe / w wyścigach | Pozycje startowe / w wyścigach | Pozycje startowe / w wyścigach | Pozycje startowe / w wyścigach | Pozycje startowe / w wyścigach | Pozycje startowe / w wyścigach | Pozycje startowe / w wyścigach | Pozycje startowe / w wyścigach |
| Sezon | Zespół                            | Silnik                       | 1                              | 2                              | 3                              | 4                              | 5                              | 6                              | 7                              | 8                              | 9                              | 10                             | 11                             | 12                             | 13                             | 14                             | 15                             | 16                             | 17                             | 18                             | 19                             | 20                             | 21                             |
| 2000  |                                   |                              | Australia                      | Brazylia                       | San Marino                     | Wielka Brytania                | Hiszpania                      | Unia Europejska                | Monako                         | Kanada                         | Francja                        | Austria                        | Niemcy                         | Węgry                          | Belgia                         | Włochy                         | Stany Zjednoczone              | Japonia                        | Malezja                        |                                |                                |                                |                                |
| ----- | --------------------------------- | ---------------------------- | ------------------------------ | ------------------------------ | ------------------------------ | ------------------------------ | ------------------------------ | ------------------------------ | ------------------------------ | ------------------------------ | ------------------------------ | ------------------------------ | ------------------------------ | ------------------------------ | ------------------------------ | ------------------------------ | ------------------------------ | ------------------------------ | ------------------------------ | ------------------------------ | ------------------------------ | ------------------------------ | ------------------------------ |
| 2000  | BMW.Williams F1 Team              | Williams FW22                | 21                             | 9                              | 18                             | 6                              | 10                             | 11                             | 14                             | 18                             | 10                             | 18                             | 16                             | 8                              | 3                              | 12                             | 6                              | 5                              | 16                             |                                |                                |                                |                                |
| 2000  | BMW.Williams F1 Team              | BMW E41 3.0 V10              | NU                             | 6                              | NU                             | 5                              | 17†                            | 10†                            | NU                             | 11                             | 8                              | 5                              | 4                              | 9                              | 5                              | NU                             | NU                             | 5                              | NU                             |                                |                                |                                |                                |
| 2001  |                                   |                              | Australia                      | Malezja                        | Brazylia                       | San Marino                     | Hiszpania                      | Austria                        | Monako                         | Kanada                         | Unia Europejska                | Francja                        | Wielka Brytania                | Niemcy                         | Węgry                          | Belgia                         | Włochy                         | Stany Zjednoczone              | Japonia                        |                                |                                |                                |                                |
| 2001  | Mild Seven Benetton Renault Sport | Benetton BA201               | 16                             | 17                             | 20                             | 21                             | 21                             | 21                             | 17                             | 20                             | 20                             | 17                             | 18                             | 18                             | 17                             | 15                             | 11                             | 10                             | 9                              |                                |                                |                                |                                |
| 2001  | Mild Seven Benetton Renault Sport | Renault RS21 3,0l V10        | 14                             | 11                             | 10                             | 12                             | 15                             | NU                             | 7                              | NU                             | 13                             | 16†                            | 15                             | 5                              | NU                             | NU                             | NU                             | 9                              | 7                              |                                |                                |                                |                                |
| 2002  |                                   |                              | Australia                      | Malezja                        | Brazylia                       | San Marino                     | Hiszpania                      | Austria                        | Monako                         | Kanada                         | Unia Europejska                | Wielka Brytania                | Francja                        | Niemcy                         | Węgry                          | Belgia                         | Włochy                         | Stany Zjednoczone              | Japonia                        |                                |                                |                                |                                |
| 2002  | Mild Seven Renault F1 Team        | Renault R202                 | 11                             | 8                              | 7                              | 9                              | 6                              | 13                             | 8                              | 13                             | 8                              | 12                             | 7                              | 13                             | 9                              | 10                             | 17                             | 14                             | 10                             |                                |                                |                                |                                |
| 2002  | Mild Seven Renault F1 Team        | Renault RS22 3,0l V10        | NU                             | 4                              | 4                              | 5                              | 12†                            | 7                              | NU                             | 15†                            | 5                              | 12†                            | 6                              | NU                             | NU                             | NU                             | 5                              | 8                              | 6                              |                                |                                |                                |                                |
| 2003  |                                   |                              | Australia                      | Malezja                        | Brazylia                       | San Marino                     | Hiszpania                      | Austria                        | Monako                         | Kanada                         | Unia Europejska                | Francja                        | Wielka Brytania                | Niemcy                         | Węgry                          | Włochy                         | Stany Zjednoczone              | Japonia                        |                                |                                |                                |                                |                                |
| 2003  | Lucky Strike B.A.R Honda          | B.A.R 005                    | 8                              | 9                              | 11                             | 9                              | 5                              | 7                              | 20                             | 17                             | 12                             | 14                             | 20                             | 17                             | 14                             | 7                              | 11                             | 9                              |                                |                                |                                |                                |                                |
| 2003  | Lucky Strike B.A.R Honda          | Honda RA003E 3,0l V10        | 10                             | 7                              | NU                             | 8                              | 9                              | 4                              | NW                             | NU                             | 7                              | NU                             | 8                              | 8                              | 10                             | NU                             | NU                             | 4                              |                                |                                |                                |                                |                                |
| 2004  |                                   |                              | Australia                      | Malezja                        | Bahrajn                        | San Marino                     | Hiszpania                      | Monako                         | Unia Europejska                | Kanada                         | Stany Zjednoczone              | Francja                        | Wielka Brytania                | Niemcy                         | Węgry                          | Belgia                         | Włochy                         |                                | Japonia                        | Brazylia                       |                                |                                |                                |
| 2004  | Lucky Strike B.A.R Honda          | B.A.R 006                    | 4                              | 6                              | 6                              | 1                              | 14                             | 2                              | 5                              | 2                              | 4                              | 4                              | 3                              | 12                             | 4                              | 12                             | 6                              | 3                              | 5                              | 5                              |                                |                                |                                |
| 2004  | Lucky Strike B.A.R Honda          | Honda RA004E 3,0l V10        | 6                              | 3                              | 3                              | 2                              | 8                              | 2                              | 3                              | 3                              | NU                             | 5                              | 4                              | 2                              | 5                              | NU                             | 3                              | 2                              | 3                              | NU                             |                                |                                |                                |
| 2005  |                                   |                              | Australia                      | Malezja                        | Bahrajn                        | San Marino                     | Hiszpania                      | Monako                         | Unia Europejska                | Kanada                         | Stany Zjednoczone              | Francja                        | Wielka Brytania                | Niemcy                         | Węgry                          | Turcja                         | Włochy                         | Belgia                         | Brazylia                       | Japonia                        |                                |                                |                                |
| 2005  | Lucky Strike B.A.R Honda          | B.A.R 007                    | 8                              | 9                              | 11                             | 3                              | -                              | -                              | 13                             | 1                              | 3                              | 7                              | 2                              | 2                              | 8                              | 13                             | 3                              | 8                              | 4                              | 2                              | 4                              |                                |                                |
| 2005  | Lucky Strike B.A.R Honda          | Honda RA005E 3,0l V10        | 11†                            | NU                             | NU                             | DK                             | -                              | -                              | 10                             | NU                             | NW                             | 4                              | 5                              | 3                              | 5                              | 5                              | 8                              | 3                              | 7                              | 5                              | 8                              |                                |                                |
| 2006  |                                   |                              | Bahrajn                        | Malezja                        | Australia                      | San Marino                     | Unia Europejska                | Hiszpania                      | Monako                         | Wielka Brytania                | Kanada                         | Stany Zjednoczone              | Francja                        | Niemcy                         | Węgry                          | Turcja                         | Włochy                         |                                | Japonia                        | Brazylia                       |                                |                                |                                |
| 2006  | Lucky Strike Honda Racing F1 Team | Honda RA106                  | 3                              | 2                              | 1                              | 2                              | 6                              | 8                              | 13                             | 19                             | 8                              | 7                              | 19                             | 4                              | 4                              | 7                              | 5                              | 4                              | 7                              | 14                             |                                |                                |                                |
| 2006  | Lucky Strike Honda Racing F1 Team | Honda RA806E 2,4l V8         | 4                              | 3                              | 10†                            | 7                              | NU                             | 6                              | 11                             | NU                             | 9                              | NU                             | NU                             | 4                              | 1                              | 4                              | 5                              | 4                              | 4                              | 3                              |                                |                                |                                |
| 2007  |                                   |                              | Australia                      | Malezja                        | Bahrajn                        | Hiszpania                      | Monako                         | Kanada                         | Stany Zjednoczone              | Francja                        | Wielka Brytania                | Unia Europejska                | Węgry                          | Turcja                         | Włochy                         | Belgia                         | Japonia                        |                                | Brazylia                       |                                |                                |                                |                                |
| 2007  | Honda Racing F1 Team              | Honda RA107                  | 14                             | 15                             | 16                             | 14                             | 10                             | 15                             | 13                             | 12                             | 18                             | 17                             | 17                             | 16                             | 10                             | 14                             | 7                              | 10                             | 16                             |                                |                                |                                |                                |
| 2007  | Honda Racing F1 Team              | Honda RA807E 2,4l V8         | 15                             | 12                             | NU                             | 12                             | 11                             | NU                             | 12                             | 8                              | 10                             | NU                             | NU                             | 13                             | 8                              | NU                             | 11†                            | 5                              | NU                             |                                |                                |                                |                                |
| 2008  |                                   |                              | Australia                      | Malezja                        | Bahrajn                        | Hiszpania                      | Turcja                         | Monako                         | Kanada                         | Francja                        | Wielka Brytania                | Niemcy                         | Węgry                          | Unia Europejska                | Belgia                         | Włochy                         | Singapur                       | Japonia                        |                                | Brazylia                       |                                |                                |                                |
| 2008  | Honda Racing F1 Team              | Honda RA108                  | 12                             | 11                             | 9                              | 13                             | 13                             | 11                             | 20                             | 16                             | 17                             | 14                             | 12                             | 16                             | 17                             | 19                             | 12                             | 18                             | 18                             | 17                             |                                |                                |                                |
| 2008  | Honda Racing F1 Team              | Honda RA808E 2,4l V8         | NU                             | 10                             | NU                             | 6                              | 11                             | 11                             | 11                             | NU                             | NU                             | 17                             | 12                             | 13                             | 15                             | 15                             | 9                              | 14                             | 16                             | 13                             |                                |                                |                                |
| 2009  |                                   |                              | Australia                      | Malezja                        |                                | Bahrajn                        | Hiszpania                      | Monako                         | Turcja                         | Wielka Brytania                | Niemcy                         | Węgry                          | Unia Europejska                | Belgia                         | Włochy                         | Singapur                       | Japonia                        | Brazylia                       |                                |                                |                                |                                |                                |
| 2009  | Brawn GP Formula One Team         | Brawn BGP001                 | 1                              | 1                              | 5                              | 4                              | 1                              | 1                              | 2                              | 6                              | 3                              | 8                              | 5                              | 14                             | 6                              | 12                             | 7                              | 14                             | 5                              |                                |                                |                                |                                |
| 2009  | Brawn GP Formula One Team         | Mercedes-Benz FO108W 2,4l V8 | 1                              | 1                              | 3                              | 1                              | 1                              | 1                              | 1                              | 6                              | 5                              | 7                              | 7                              | NU                             | 2                              | 5                              | 8                              | 5                              | 3                              |                                |                                |                                |                                |
| 2010  |                                   |                              | Bahrajn                        | Australia                      | Malezja                        |                                | Hiszpania                      | Monako                         | Turcja                         | Kanada                         | Unia Europejska                | Wielka Brytania                | Niemcy                         | Węgry                          | Belgia                         | Włochy                         | Singapur                       | Japonia                        | Korea Południowa               | Brazylia                       |                                |                                |                                |
| 2010  | Vodafone McLaren Mercedes         | McLaren MP4-25               | 8                              | 4                              | 17                             | 5                              | 5                              | 8                              | 4                              | 5                              | 7                              | 14                             | 5                              | 11                             | 5                              | 2                              | 4                              | 5                              | 7                              | 11                             | 4                              |                                |                                |
| 2010  | Vodafone McLaren Mercedes         | Mercedes-Benz FO108X 2,4l V8 | 7                              | 1                              | 8                              | 1                              | 5                              | NU                             | 2                              | 2                              | 3                              | 4                              | 5                              | 8                              | NU                             | 2                              | 4                              | 4                              | 12                             | 5                              | 3                              |                                |                                |
| 2011  |                                   |                              | Australia                      | Malezja                        |                                | Turcja                         | Hiszpania                      | Monako                         | Kanada                         | Unia Europejska                | Wielka Brytania                | Niemcy                         | Węgry                          | Belgia                         | Włochy                         | Singapur                       | Japonia                        | Korea Południowa               | Indie                          |                                | Brazylia                       |                                |                                |
| 2011  | Vodafone McLaren Mercedes         | McLaren MP4-26               | 4                              | 4                              | 2                              | 6                              | 5                              | 2                              | 7                              | 5                              | 5                              | 7                              | 3                              | 13                             | 3                              | 3                              | 2                              | 3                              | 4                              | 3                              | 2                              |                                |                                |
| 2011  | Vodafone McLaren Mercedes         | Mercedes-Benz FO108Y 2,4l V8 | 6                              | 2                              | 4                              | 6                              | 3                              | 3                              | 1                              | 6                              | NU                             | NU                             | 1                              | 3                              | 2                              | 2                              | 1                              | 4                              | 2                              | 3                              | 3                              |                                |                                |
| 2012  |                                   |                              | Australia                      | Malezja                        |                                | Bahrajn                        | Hiszpania                      | Monako                         | Kanada                         | Unia Europejska                | Wielka Brytania                | Niemcy                         | Węgry                          | Belgia                         | Włochy                         | Singapur                       | Japonia                        | Korea Południowa               | Indie                          |                                | Stany Zjednoczone              | Brazylia                       |                                |
| 2012  | Vodafone McLaren Mercedes         | McLaren MP4-27               | 2                              | 2                              | 5                              | 4                              | 10                             | 12                             | 10                             | 9                              | 16                             | 7                              | 4                              | 1                              | 2                              | 4                              | 8                              | 11                             | 4                              | 6                              | 12                             | 2                              |                                |
| 2012  | Vodafone McLaren Mercedes         | Mercedes-Benz FO108Y 2,4l V8 | 1                              | 14                             | 2                              | 18†                            | 9                              | 16†                            | 16                             | 8                              | 10                             | 2                              | 6                              | 1                              | NU                             | 2                              | 4                              | NU                             | 5                              | 4                              | 5                              | 1                              |                                |
| 2013  |                                   |                              | Australia                      | Malezja                        |                                | Bahrajn                        | Hiszpania                      | Monako                         | Kanada                         | Wielka Brytania                | Niemcy                         | Węgry                          | Belgia                         | Włochy                         | Singapur                       | Korea Południowa               | Japonia                        | Indie                          |                                | Stany Zjednoczone              | Brazylia                       |                                |                                |
| 2013  | Vodafone McLaren Mercedes         | McLaren MP4-28               | 10                             | 7                              | 8                              | 10                             | 14                             | 9                              | 14                             | 11                             | 9                              | 13                             | 6                              | 9                              | 8                              | 11                             | 10                             | 10                             | 12                             | 15                             | 14                             |                                |                                |
| 2013  | Vodafone McLaren Mercedes         | Mercedes-Benz FO108F 2.4l V8 | 9                              | 17†                            | 5                              | 10                             | 8                              | 6                              | 12                             | 13                             | 6                              | 7                              | 6                              | 10                             | 7                              | 8                              | 9                              | 14                             | 12                             | 10                             | 4                              |                                |                                |
| 2014  |                                   |                              | Australia                      | Malezja                        | Bahrajn                        |                                | Hiszpania                      | Monako                         | Kanada                         | Austria                        | Wielka Brytania                | Niemcy                         | Węgry                          | Belgia                         | Włochy                         | Singapur                       | Japonia                        | Rosja                          | Stany Zjednoczone              | Brazylia                       |                                |                                |                                |
| 2014  | McLaren Mercedes                  | McLaren MP4-29               | 10                             | 10                             | 6                              | 12                             | 8                              | 12                             | 9                              | 12                             | 3                              | 11                             | 7                              | 10                             | 6                              | 11                             | 8                              | 4                              | 12                             | 5                              | 6                              |                                |                                |
| 2014  | McLaren Mercedes                  | Mercedes-Benz PU106A 1.6T V6 | 3                              | 6                              | 17†                            | 11                             | 11                             | 6                              | 4                              | 11                             | 4                              | 8                              | 10                             | 6                              | 8                              | NU                             | 5                              | 4                              | 12                             | 4                              | 5                              |                                |                                |
| 2015  |                                   |                              | Australia                      | Malezja                        |                                | Bahrajn                        | Hiszpania                      | Monako                         | Kanada                         | Austria                        | Wielka Brytania                | Węgry                          | Belgia                         | Włochy                         | Singapur                       | Japonia                        | Rosja                          | Stany Zjednoczone              | Meksyk                         | Brazylia                       |                                |                                |                                |
| 2015  | McLaren Honda                     | McLaren MP4-30               | 17                             | 17                             | 17                             | 20                             | 14                             | 10                             | 20                             | 20                             | 18                             | 16                             | 19                             | 15                             | 15                             | 15                             | 13                             | 11                             | 20                             | 16                             | 12                             |                                |                                |
| 2015  | McLaren Honda                     | Honda RA615H 1.6T V6         | 11                             | NU                             | 14                             | NW                             | 16                             | 8                              | NU                             | NU                             | NU                             | 9                              | 14                             | 14                             | NU                             | 16                             | 9                              | 6                              | 14                             | 14                             | 12                             |                                |                                |
| 2016  |                                   |                              | Australia                      | Bahrajn                        |                                | Rosja                          | Hiszpania                      | Monako                         | Kanada                         | Unia Europejska                | Austria                        | Wielka Brytania                | Węgry                          | Niemcy                         | Belgia                         | Włochy                         | Singapur                       | Malezja                        | Japonia                        | Stany Zjednoczone              | Meksyk                         | Brazylia                       |                                |
| 2016  | McLaren Honda                     | McLaren MP4-31               | 12                             | 14                             | 12                             | 12                             | 12                             | 13                             | 12                             | 19                             | 3                              | 17                             | 8                              | 12                             | 9                              | 14                             | 12                             | 9                              | 22                             | 19                             | 13                             | 17                             | 12                             |
| 2016  | McLaren Honda                     | Honda RA615H 1.6T V6         | 14                             | NU                             | 13                             | 10                             | 9                              | 9                              | NU                             | 11                             | 6                              | 12                             | NU                             | 8                              | NU                             | 12                             | NU                             | 9                              | 18                             | 9                              | 12                             | 16                             | NU                             |
| 2017  |                                   |                              | Australia                      |                                | Bahrajn                        | Rosja                          | Hiszpania                      | Monako                         | Kanada                         | Azerbejdżan                    | Austria                        | Wielka Brytania                | Węgry                          | Belgia                         | Włochy                         | Singapur                       | Malezja                        | Japonia                        | Stany Zjednoczone              | Meksyk                         | Brazylia                       |                                |                                |
| 2017  | McLaren Honda                     | McLaren MCL32                | -                              | -                              | -                              | -                              | -                              | PL                             | -                              | -                              | -                              | -                              | -                              | -                              | -                              | -                              | -                              | -                              | -                              | -                              | -                              | -                              |                                |
| 2017  | McLaren Honda                     | Honda RA615H 1.6T V6         | -                              | -                              | -                              | -                              | -                              | NU                             | -                              | -                              | -                              | -                              | -                              | -                              | -                              | -                              | -                              | -                              | -                              | -                              | -                              | -                              |                                |

## Życie prywatne
Jest synem brytyjskiego rallycrossowca, Johna Buttona, którego najlepszym wynikiem było ukończenie Mistrzostw Wielkiej Brytanii w Rallycrossie w 1976 na drugiej pozycji.
31 grudnia 2014 ożenił się z modelką Jessicą Michibatą. Po roku para rozwiodła się.